# Клейтон, Гилберт Фолкингэм
Сэр Гилберт Фолкингэм Клейтон (англ. Gilbert Falkingham Clayton, 6 апреля 1875 — 11 сентября 1929) — британский колониальный администратор и разведчик, бригадир.

## Биография
В 1895 году Гилберт Клейтон вступил в Королевский полк артиллерии. Был послан в Судан во время подавления восстания махдистов, участвовал в сражении при Атбара. После этого служил в Египте, однако в 1910 году ушёл в отставку, чтобы стать личным секретарём генерал-губернатора Судана сэра Реджинальда Уингейта.
В начале Первой мировой войны Клейтон направил меморандум Китченеру, в котором утверждал, что работа с арабами помогла бы в победе над Османской империей. В результате он получил звание бригадира и стал работать в разведке. Он стал одним из создателей Арабского бюро, которое впоследствии организовало Арабское восстание.
После войны Клейтон был советником египетского правительства, с 1922 по 1925 годы был секретарём по гражданским делам правительства Палестины, а в 1925 году короткое время даже исполнял обязанности Верховного комиссара.
Впоследствии Клейтон участвовал в переговорах с арабскими правителями, приведшими к заключению в 1927 году договора в Джидде. В 1928—1929 годах Гилберт Клейтон был британским Верховным комиссаром в Месопотамии. В 1929 году Клейтон неожиданно скончался от сердечного приступа.